# São João do Polêsine
São João do Polêsine är en kommun i Brasilien.   Den ligger i delstaten Rio Grande do Sul, i den södra delen av landet, 1 600 km söder om huvudstaden Brasília. Antalet invånare är 2 635.
Omgivningarna runt São João do Polêsine är en mosaik av jordbruksmark och naturlig växtlighet. Runt São João do Polêsine är det ganska glesbefolkat, med 38 invånare per kvadratkilometer.